# بوسه كوبه (كولومبيا البريطانية)
بوسه كوبه (بالإنجليزية: Pouce Coupe)‏ هي قرية تقع في كندا في Peace River Regional District. يقدر عدد سكانها بـ 739 نسمة ومساحتها 2.06 كم2 وترتفع عن سطح البحر 650 متر.